# 崔世安
崔 世安またはフェルナンド・ツイ（さい せあん、ポルトガル語: Fernando Chui Sai On、1957年1月13日 - ）は、マカオの政治家。第2代マカオ特別行政区行政長官を務めた。

## 略歴
- 1957年1月13日にポルトガル領マカオに誕生する。マカオ嶺南中学を卒業し、その後はアメリカのカリフォルニア州立大学城市衛生管理系優等学士、オクラホマ大学医務管理学碩士及公共衛生博士課程を修了した。そしてマカオ鏡平学校学長、鏡平専業進修中心学長、同善堂値理及医務部部長、マカオ鏡湖医院慈善会常務董事、マカオ鏡湖医院員工青年会会長、マカオ眼庫基金会董事、マカオ護理人員協進会名誉会長、中華全国青年連合委員会委員、常務委員、マカオ青年商会総会会長（1991年）、マカオ青商資深協会永遠会長、マカオ弱智人士服務協会監事会主席、マカオ管理専業協会副会長等を歴任する。

- 1992年から1995年
第5回マカオ立法会議員、マカオ政庁属下青年委員会委員、環境委員会委員となる。
- 1999年12月20日
マカオ特別行政区社会文化司司長に就任した。2004年12月4日に連任する。
- 2009年7月
この投票で282票を獲得し、第3回マカオ特別行政区行政長官に当選し、12月20日に行政長官に就任した。
- 2014年8月31日
この投票で380票を獲得し、第4回マカオ特別行政区行政長官に当選[1]。2008年から実施されているインフレ対策や富の再分配を名目とするマカオ市民への9000パタカ（約12万円）の定額給付金の継続などを表明[2]。12月20日に2期目が開始した。
- 2015年9月3日
抗日戦勝70周年式典の閲兵式に出席[3]。
- 2017年8月25日、台風13号（ハト）による甚大な被害を受け、人民解放軍駐マカオ部隊の災害出動を要請[4]。
- 2018年
新設されたマカオ特別行政区国家安全維持委員会（中国語版）の主席に就任[5]。
- 2019年10月22日
国家副主席の王岐山や香港特別行政区行政長官の林鄭月娥とともに来日して徳仁天皇の即位礼正殿の儀に参列[6][7]。
- 2019年12月19日
行政長官を任期満了で退任した。